# Mizo-Kuki-Chin-Sprachen
Die Mizo-Kuki-Chin-Sprachen oder Kuki-Chin-Sprachen bilden eine Untereinheit der Kuki-Chin-Naga-Sprachen, die zu den tibetobirmanischen Sprachen gehören, einem Primärzweig des Sinotibetischen. Die etwa 40 Kuki-Chin-Sprachen – viele haben nur einige Tausend Sprecher – werden von 2,3 Millionen Menschen in Nordost-Indien, in Bangladesch und Birma gesprochen. Die größten Einzelsprachen sind das Mizo oder Lushai mit 550 Tsd., das Hakha Lai mit 400 Tsd. und das Tiddim mit 350 Tsd. Sprechern.

## Mizo-Kuki-Chin innerhalb des Sinotibetischen
- Sinotibetisch
  - Tibetobirmanisch
    - Kuki-Chin-Naga
      - Mizo-Kuki-Chin
      - Ao-Naga
      - Angami-Pochuri-Naga
      - Zeme-Naga
      - Tangkhul-Naga
      - Meithei (Manipuri)
      - Karbi (Mikir)

## Interne Klassifikation und Sprecherzahlen
- Mizo-Kuki-Chin
  - Nord
    - Tiddim-Thado-Gruppe
      - Tiddim (Tedim) (350 Tsd.), Thado (Thaadou) (200 Tsd.)
      - Paite (Vuite) (55 Tsd.), Zome (50 Tsd.), Simte (20 Tsd.), Ralte (20 Tsd.)
      - Gangte, Siyin (Sizang), Yos, Aimol, Purum (alle weniger als 10 Tsd)

    - Kolhreng-Gruppe: Biete (Bete) (20 Tsd.), Hrangkol (20 Tsd.), Kom (Kom Rem, Kolhreng) (15 Tsd.)
    - Lamkang-Gruppe: Lamkang (10 Tsd.), Anal (15 Tsd.); Vaiphei (20 Tsd.)
    - Tarao-Gruppe: Chothe (Chote, Chawte) (3 Tsd.), Monsang (3 Tsd.), Moyon (3 Tsd.), Tarao, Chiru

  - Zentral
    - Mizo-Gruppe: Mizo (Lushai, Lushei) (550 Tsd.), Hmar (50 Tsd.), Pankhu (2 Tsd.)
    - Hakha-Falam-Gruppe
      - Hakha (Hakha Lai, Baungshe) (400 Tsd.)
      - Falam (Hallam) (130 Tsd.)
      - Mara (Lakher) (40 Tsd.)
      - Zotung (40 Tsd.)
      - Bawm, Senthang, Darlong, Ngawn (Ngom) (alle 10-20 Tsd)

  - Süd
    - Khumi-Gruppe: Khumi (Khami) (80 Tsd.), Khumi Awa
    - Chinbon-Gruppe: Ashö (12 Tsd.), Chinbon (20 Tsd.), Shendu (1 Tsd.)
    - Daai-Gruppe: Daai (Nitu) (30 Tsd.), Zyphe (20 Tsd.), Welaung
    - Mün (Chinbok) (30 Tsd.)

Klassifikation und Sprecherzahlen nach dem angegebenen Weblink.

### Mizo-Kuki-Chin-Sprachen
- Robbins Burling: The Tibeto-Burman Languages of Northeastern India. In: G. Thurgood, R. J. LaPolla: The Sino-Tibetan Languages. Routledge, London 2003.
- David A. Peterson: Hakha Lai. In: G. Thurgood, R. J. LaPolla: The Sino-Tibetan Languages. Routledge, London 2003.

### Tibetobirmanisch
- Christopher I. Beckwith (Hrsg.): Medieval Tibeto-Burman Languages. Brill, Leiden / Boston / Köln 2002.
- Paul K. Benedict: Sino-Tibetan. A Conspectus. Cambridge University Press, 1972.
- Scott DeLancey: Sino-Tibetan Languages. In: Bernard Comrie (Hrsg.): The World's Major Languages. Oxford University Press, 1990.
- Austin Hale: Research on Tibeto-Burman Languages. Mouton, Berlin / New York / Amsterdam 1982.
- James A. Matisoff: Handbook of Proto-Tibeto-Burman. University of California Press, 2003.
- Anju Saxena (Hrsg.): Himalayan Languages. Mouton de Gruyter, Berlin / New York 2004.
- Graham Thurgood, Randy J. LaPolla: The Sino-Tibetan Languages. Routledge, London 2003.
- George Van Driem: Languages of the Himalayas. Brill, Leiden 2001.